# AP-57
AP-57 (Антимикробный пептид с 57 аминокислотными остатками), который также известен как C10orf99 (англ. Chromosome 10 open reading frame 99). Этот белок является цитокином с массой 6.5 kDa, который у человека кодируется геном C10orf99, расположенном на коротком плече 10-й хромосомы. Этот белок принадлежит семейству антимикробных пептидов, которые являются эволюционно консервативным компонентом врожденного иммунного ответа, обеспечивающего защиту поверхностей кожи и слизистых оболочек.
AP-57 представляет собой короткий базовый амфифильный пептид с четырьмя цистеинами. Иммуногистохимический анализ выявил его наличие в слизистой оболочке желудка и толстой кишки, а также в эпителии кожи и пищевода.
AP-57 проявляет антимикробную активность широкого спектра действия против грамположительных золотистых стафилококков, актиномицетов и грибов Aspergillus niger, а также микоплазмы и лентивирусов.
Белок AP-57 также обладает способностью связываться с ДНК. Он может подавлять опухолевый рост останавливая клеточный цикл на стадии G1
В ряде исследований показано, что синтез мРНК C10orf99 значительно повышен у пациентов с псориазом, результате чего белок AP-57/C10orf99 усиленно синтезируется в коже пораженной псориазом и повышает пролиферацию кератиноцитов
Накопились данные показывающие, что антимикробные пептиды играют ключевую роль в процессе заживления ран, в связи с чем были разработаны наночастицы способные высвобождать АР-57 в течение длительного периода времени. В опытах на животных было продемонстрировано что эти наночастицы могут способствовать заживлению кожных ран путем усиления образования грануляционной ткани, увеличения отложения коллагена и стимулирования ангиогенеза в раневой ткани.